# Liolaemus elongatus
Liolaemus elongatus är en ödleart som beskrevs av  Koslowsky 1896. Liolaemus elongatus ingår i släktet Liolaemus och familjen Tropiduridae. Inga underarter finns listade i Catalogue of Life.